# Maurizio Bonato
Maurizio Bonato (* 1953 in Ala/Trento, Italien) ist ein österreichischer Künstler.

## Leben
Maurizio Bonato übersiedelte 1973 nach Österreich. Er studierte Kunstgeschichte an der Leopold-Franzens Universität Innsbruck und wurde 1981 mit der Dissertation Situation der Kunst in Südtirol nach 1945 und Beziehungen zur italienischen Kultur zum Dr. phil. promoviert. Maurizio Bonato ist seit 1981 Mitglied der Tiroler Künstlerschaft und lebt und arbeitet als Maler und Videokünstler in Innsbruck.
Maurizio Bonato arbeitet seit vielen Jahren vorwiegend mit Malerei, Fotografie und Video bzw. verschränkt diese Bereiche in seinen Arbeiten miteinander. Maurizio Bonato hat in den letzten Jahren viel mit Räumen gearbeitet. Dabei nimmt der sakrale Raum eine wichtige Stellung ein, etwa bei der künstlerischen Gestaltung der Hl. Geist Pfarrkirche Telfs-Schlichtling 2000–2002 oder der Gestaltung des Meditationsraumes für die Barmherzigen Schwestern in Innsbruck 2005, aber auch bei seinem Aufenthalt in der Hochprovence. Raum ist in der Arbeit von Maurizio Bonato nicht bloß in seiner Realität als architektonischer Raum, als Gebäude gemeint, sondern wird als Ort der Grenzziehung, aber auch als Möglichkeitsraum verstanden. Dennoch spielen architektonische Räume eine wesentliche Rolle in seiner Arbeit, vor allem wenn es um Begriffe wie „Utopie“ oder „Möglichkeitsraum“ geht, denn solche thematisiert Maurizio Bonato, wenn er Figuren aus ihrem eigentlichen Kontext entwendet, um sie auf ein anderes Trägermaterial zu isolieren, und sich ihnen dann als Fragment einer vorausgehenden Studie widmet.
„In meiner Arbeit geht es mir um die Beschäftigung mit Spuren und Zeichen in Bauten und Bildern, die Menschen in der Vergangenheit hinterlassen haben, aber auch um das Unfassbare, was Menschen heute in ihrer unmittelbaren Umgebung dort, wo sie leben und arbeiten, umgibt, dort wo sich Ideen, Überzeugungen und Ideale mit konkreten Tun treffen, sich leise manifestieren, Raum in Anspruch nehmen und beinahe Körper annehmen“, so Maurizio Bonato (April 2005), (zitiert nach: Elmar Zorn, Der Künstler-Forscher, 7. Dezember 2006, 3. Fassung, siehe: www.mauriziobonato.at, 9. Februar 2011)
Diesen Raum in Anspruch nehmen und die Konkretion von Gedanken und Ideen hat Methode, so wie Vieles in seiner künstlerischen Arbeit. Ähnlich einem Skizzenzeichner durchschreitet er Räume, geschlossene und offene, architektonische, soziale wie metaphorische mit der Videokamera, oft nur einem Fotoapparat mit Möglichkeit für kürzere Filmaufnahmen, und protokolliert seine Eindrücke und die wahrgenommenen Atmosphären. Diese filmischen Skizzen sind Dokumente, geben Szenarien oder auch nur kurze Episoden aus dem Alltag wieder. Manchmal sind es auch nachgestellte Situationen oder Handlungen, die dann in einem weiteren Schritt überarbeitet werden. Ein Fragment wird zum Sujet für ein Gemälde. Deformationen werden hervorgehoben, Unschärfen sind gewollt.

## Einzelausstellungen
- 1985 Kulturzentrum Minoriten, Graz  (A)
- 1986 Dengel-Galerie, Reutte  (A)
- 1986 Tiroler Kunstpavillon, Innsbruck  (A)
- 1986 Galerie am Dangelberg, Vorchdorf  (A)
- 1987 Galerie Arrigo, Zürich  (CH)
- 1988 Neue Galerie der Stadt Lienz  (A)
- 1989 Museum Galerie, Bozen  (I)
- 1990 Stadtturmgalerie, Innsbruck (A)
- 1990 Galerie Lindner, Wien, (A) (Katalog)
- 1990 Galerie Cramer, Bonn  (GER)
- 1993 Galerie Robol, Wien (Katalog)
- 1993 Galerie Cramer, Bonn  (GER)
- 1993 Galerie Sumithra, Ravenna  (I))
- 1995 Milan Art Center, Mailand  (I)
- 1995 Pavillon Werd, Zürich  (CH) (Katalog)
- 1995 Tiroler Kunstpavillon, Innsbruck  (A)
- 1996 Galerie Cheiros, Vicenza  (I)
- 1997 Ken‘s Art Gallery, Florenz  (I)
- 1998 Fotoforum West, Innsbruck  (A)
- 1999 Galerie C.art, Dornbirn  (A)
- 1999 Galerie Goldener Engl, Hall i.T. (A)
- 2000 „Ikonostase“, Galerie St.Barbara, Installation in Hall i.T.  und Innsbruck  (A)
- 2000 Galerie Schmidt, Reith im Alpbachtal (A) (Katalog)
- 2001 Galerie Lex Artis, Zürich  (CH)
- 2001 Galerie KHG Leechgasse, Graz  (A)
- 2001 Ausstellungsraum des Institutes für Kunstgeschichte, Innsbruck  (A)
- 2002 Kunstraum St. Virgil, Salzburg  (A)
- 2002 KID, g.m. Galerie Schmidt, Achenkirch (A)
- 2003 Galerie Cramer, Bonn  (GER)
- 2003 Kunst im Gang, Katholisch-Theologische Fakultät, Innsbruck  (A)
- 2005 Studio, Tiroler Landesmuseum Ferdinandeum, Innsbruck  (A)
- 2005 Andechsgalerie, Innsbruck  (A)
- 2006 Galerie der Kunstuniversität, New Orleans  (USA)
- 2006 „Die Wirklichkeit der Wirklichkeit der Wirklichkeit …“, Galerie Goldener Engel, Hall in Tirol  (A)
- 2010, Innsbrucker Kommunalbetriebe, Innsbruck  (A)
- 2010 Vertretung der Europaregion Tirol-Südtirol-Trentino, Brüssel  (BEL)
- 2010 Universitätszentrum Theologie, Graz  (A)

## Auszeichnungen
- 1987 2. Preis „Friedenspreis“ Stadt Innsbruck (A)
- 1995 Preis „Kunst am Bau“ für Wohnanlage Imst (A)
- 1995 1. Preis Künstlerische Gestaltung Krankenhaus Kitzbühel (nicht ausgeführt) (A)
- 1996 1. Preis Künstlerische Gestaltung Krankenhaus Reutte (nicht ausgeführt) (A)
- 1996 2. Preis Herz-Jesu-Wettbewerb, Tirol (A)
- 1999 1. und 2. Preis Künstlerische Gestaltung Katholisch-Theologische Fakultät Innsbruck (ausgeführt nur Eingangstore) (A)

## Kunst am Bau
- 2000/2002 Pfarrkirche Telfs-Schlichtling
- 2000/2002 Künstlerische Gestaltung der Wohnanlage „Schloßanger“ in Mils bei Hall
- 2004 Künstlerische Gestaltung des Speckbacherareals, Hall i.T.
- 2004 Künstlerische Gestaltung der Penkenbahn, Mayrhofen
- 2005–2006 Künstlerische Gestaltung Fassade des Mutterhauses, des Foyers und der Kapelle im Neubau des Klosters der Barmherzigen Schwestern in Innsbruck
- 2008 Dienstleistungscenter Raiffeisenbank Hall i. T.
- 2008 Waagriss, Restaurant, Innsbruck
- 2015 Glasfensterzyklus Kampf des heiligen Georg mit dem Drachen, Landhauskapelle zum hl. Georg, Innsbruck[1]
- Gestaltung der Gedenkstätte in der Klosterkirche des Kapuzinerklosters Innsbruck zum 2013 seliggesprochenen Laienbruder Thomas von Olera

## Publikationen
- Brandauer - Kathrein - Moser - Bonato - Scoz – Spiss, Ausstellungskatalog, Galerie Lindner, Wien 1988.
- Maurizio Bonato, Huanghé, Ausstellungskatalog, Galerie Lindner, Wien 1990.
- Jahrbuch der Galerie Museum, Bozen 1992.
- Maurizio Bonato, Ausstellungskatalog, Galerie Robol, Galerie Cramer, Arte Studio Sumithra, 1993.
- Maurizio Bonato, Hüllenszenarien, Ausstellungskatalog, Pavillon Werd, Zürich 1995.
- Kunstpreis der Diözese Innsbruck, hrsg. von Kunstraum Kirche Innsbruck / Gerhard Larcher, Innsbruck, 1996.
- Kunst in Tirol. 20. Jahrhundert, hrsg. von Christoph Bertsch, Innsbruck 1997, S. 146–157.
- Ausstellungskatalog, Galerie Schmidt, Reith im Alpbachtal, 2000.
- Ausstellungskatalog, Galerie im Andechshof 2005, Hrsg.: Kulturamt der Stadt Innsbruck, Innsbruck 2006.